# JaMychal Green
JaMychal Alonzo Green (Montgomery, 21 giugno 1990) è un cestista statunitense.

## Caratteristiche tecniche
Di ruolo ala, è abile in fase difensiva oltre a essere un buon tiratore da tre punti. Dispone di buona fisicità, oltre a essere un buon rimbalzista e un abile difensore essendo in grado di difendere sui lunghi e sui piccoli.

## Carriera

### Inizi
Il 23 agosto 2007 inizia a giocare per l'università del Mississippi. Durante il suo anno al The Capstone, Green ha giocato dall'inizio tutte tranne una delle 32 partite stagionali, con una media di 11,6 punti a partita e primo posto nei rimbalzi con 7,9 a partita.
Era il secondo tra tutti i giocatori della South Eastern Conference e collegeinsider.com lo nominò Freshman All-American dell'anno.
Durante la sua seconda stagione, è finito nono nella SEC per quanto riguarda i rimbalzi (7,2) e 17 ° nel punteggio (14,1).
È andato in doppia cifra in 10 delle ultime 11 partite nella stagione 2009-10, ed è stato nominato nella squadra della Old Spice Classic del 2009.  Nel punto più alto della sua carriera, Green, fa 27 punti con 13 rimbalzi in una vittoria su Mercer, venendo nominato giocatore SEC della settimana per i suoi sforzi.
All'inizio della sua stagione junior ha cambiato il suo numero da 32 a 1 riuscendo persino a rientrare nell prima squadra All-SEC votata dagli allenatori. Dopo che Alabama è andato 0-3 nel Paradise Jam Tournament, Green fu sospeso tre partite da Anthony Grant per "comportamento dannoso per la squadra". In assenza di Green, Alabama è andato. Il 22 gennaio 2011, Green ha segnato 15 punti contro gli Auburn Tigers, superando i 1000 punti in carriera per Alabama.

## Da professionista
Ha giocato nella NBA Development League. È cresciuto idolatrando l'atletismo e la ferocia di Amar'e Stoudemire, e ha visto tutti i VHS di Paul Millsap una volta diventato professionista.
Nel 2015, dopo un anno nella lega francese con i Chorale Roanne, i San Antonio Spurs chiamano Green per la loro squadra affiliata di D-League, Austin Toros. Fu solo più tardi che i Grizzlies lo notano, e firma un contratto di tre anni.

## Statistiche

### NCAA
| Anno      | Squadra            | PG  | PT  | MP   | TC%  | 3P%  | TL%  | RP  | AP  | PRP | SP  | PP   |
| --------- | ------------------ | --- | --- | ---- | ---- | ---- | ---- | --- | --- | --- | --- | ---- |
| 2008-2009 | Alabama Crim. Tide | 32  | 31  | 24,8 | 53,8 | 0,0  | 71,0 | 7,6 | 0,8 | 0,9 | 1,6 | 10,3 |
| 2009-2010 | Alabama Crim. Tide | 31  | 28  | 27,0 | 49,5 | 0,0  | 69,5 | 7,2 | 1,1 | 0,9 | 1,7 | 14,1 |
| 2010-2011 | Alabama Crim. Tide | 34  | 33  | 27,9 | 50,8 | 100  | 73,7 | 7,5 | 1,4 | 1,4 | 2,1 | 15,5 |
| 2011-2012 | Alabama Crim. Tide | 26  | 22  | 29,2 | 54,6 | 20,0 | 69,0 | 7,4 | 1,8 | 0,7 | 1,5 | 14,0 |
| Carriera  | Carriera           | 123 | 114 | 27,2 | 51,9 | 17,6 | 71,1 | 7,4 | 1,2 | 1,0 | 1,7 | 13,5 |

#### Massimi in carriera
- Massimo di punti: 27 vs Mercer (23 dicembre 2009)[3]
- Massimo di rimbalzi: 15 (2 volte)
- Massimo di assist: 5 (2 volte)
- Massimo di palle rubate: 5 vs Chaminade (25 novembre 2008)
- Massimo di stoppate: 6 vs Mississippi (12 febbraio 2011)
- Massimo di minuti giocati: 43 vs Georgia (11 marzo 2011)

### NBA

#### Regular season
| Anno      | Squadra           | PG  | PT  | MP   | TC%  | 3P%  | TL%  | RP  | AP  | PRP | SP  | PP   |
| --------- | ----------------- | --- | --- | ---- | ---- | ---- | ---- | --- | --- | --- | --- | ---- |
| 2014-2015 | San Antonio Spurs | 4   | 0   | 6,2  | 57,1 | 0,0  | -    | 1,5 | 0,0 | 0,0 | 0,5 | 2,0  |
| 2014-2015 | Memphis Grizzlies | 20  | 1   | 7,0  | 57,5 | 0,0  | 80,0 | 2,0 | 0,2 | 0,3 | 0,2 | 2,7  |
| 2015-2016 | Memphis Grizzlies | 78  | 15  | 18,5 | 46,5 | 33,3 | 75,2 | 4,8 | 0,9 | 0,6 | 0,4 | 7,4  |
| 2016-2017 | Memphis Grizzlies | 77  | 75  | 27,3 | 50,0 | 37,9 | 80,2 | 7,1 | 1,1 | 0,6 | 0,4 | 8,9  |
| 2017-2018 | Memphis Grizzlies | 55  | 54  | 28,0 | 45,7 | 33,9 | 72,1 | 8,4 | 1,4 | 0,6 | 0,5 | 10,3 |
| 2018-2019 | Memphis Grizzlies | 41  | 4   | 21,9 | 48,4 | 39,6 | 78,8 | 6,1 | 0,9 | 0,8 | 0,6 | 9,8  |
| 2018-2019 | L.A. Clippers     | 24  | 2   | 19,6 | 48,2 | 41,3 | 81,0 | 6,5 | 0,6 | 0,5 | 0,3 | 8,7  |
| 2019-2020 | L.A. Clippers     | 63  | 1   | 20,7 | 42,9 | 38,7 | 75,0 | 6,2 | 0,8 | 0,5 | 0,4 | 6,8  |
| 2020-2021 | Denver Nuggets    | 58  | 5   | 19,3 | 46,3 | 39,9 | 80,7 | 4,8 | 0,9 | 0,4 | 0,4 | 8,1  |
| 2021-2022 | Denver Nuggets    | 67  | 8   | 16,2 | 48,6 | 26,6 | 87,1 | 4,2 | 0,9 | 0,6 | 0,4 | 6,4  |
| 2022-2023 | G.S. Warriors     | 57  | 1   | 14,0 | 54,0 | 37,8 | 77,6 | 3,6 | 0,9 | 0,4 | 0,4 | 6,4  |
| Carriera  | Carriera          | 544 | 166 | 20,1 | 47,7 | 36,8 | 78,4 | 5,5 | 0,9 | 0,5 | 0,4 | 7,7  |

#### Play-off
| Anno     | Squadra           | PG | PT | MP   | TC%  | 3P%  | TL%  | RP  | AP  | PRP | SP  | PP   |
| -------- | ----------------- | -- | -- | ---- | ---- | ---- | ---- | --- | --- | --- | --- | ---- |
| 2015     | Memphis Grizzlies | 5  | 0  | 1,7  | 0,0  | 0,0  | 100  | 0,6 | 0,0 | 0,2 | 0,2 | 0,4  |
| 2016     | Memphis Grizzlies | 4  | 0  | 18,1 | 54,5 | 0,0  | 50,0 | 3,8 | 0,8 | 0,8 | 1,3 | 6,8  |
| 2017     | Memphis Grizzlies | 6  | 2  | 19,6 | 47,2 | 43,8 | 100  | 3,3 | 0,3 | 0,0 | 0,0 | 7,3  |
| 2019     | L.A. Clippers     | 6  | 3  | 23,5 | 53,5 | 52,2 | 80,0 | 5,3 | 0,8 | 0,7 | 0,0 | 11,0 |
| 2020     | L.A. Clippers     | 13 | 0  | 17,1 | 56,4 | 43,5 | 77,8 | 3,8 | 0,5 | 0,2 | 0,2 | 6,1  |
| 2021     | Denver Nuggets    | 10 | 0  | 19,0 | 44,4 | 30,0 | 88,9 | 5,2 | 1,1 | 0,2 | 0,2 | 5,4  |
| 2022     | Denver Nuggets    | 5  | 0  | 13,7 | 37,5 | 20,0 | 100  | 2,4 | 0,4 | 0,0 | 0,2 | 4,0  |
| 2023     | G.S. Warriors     | 7  | 2  | 7,0  | 39,1 | 27,8 | -    | 0,7 | 0,4 | 0,0 | 0,1 | 3,3  |
| Carriera | Carriera          | 56 | 7  | 15,5 | 48,8 | 38,3 | 82,6 | 3,4 | 0,6 | 0,2 | 0,2 | 5,6  |

#### Massimi in carriera
- Massimo di punti: 29 vs Minnesota Timberwolves (4 febbraio 2017)[4]
- Massimo di rimbalzi: 18 vs Portland Trail Blazers (8 dicembre 2016)
- Massimo di assist: 7 vs Orlando Magic (3 marzo 2018)
- Massimo di palle rubate: 5 vs Toronto Raptors (30 novembre 2016)
- Massimo di stoppate: 4 vs Washington Wizards (17 febbraio 2021)
- Massimo di minuti giocati: 43 vs New Orleans Pelicans (5 dicembre 2016)

## Palmarès
- McDonald's All-American Game (2008)
- All-NBDL All-Rookie Second Team (2013)